# Hôtel des Postes (Gand)
Pour les articles homonymes, voir Hôtel des Postes.
L'hôtel des Postes de Gand est un édifice public appartenant autrefois à la la poste belge et situé sur le Korenmarkt, à Gand, dans la province de Flandre-Orientale, en Belgique.
C'est aujourd'hui un hôtel de tourisme. Il est classé au patrimoine culturel belge.

## Histoire
Le bâtiment est commandé en 1896 par Jules Vandenpeereboom alors ministre des postes et télécommunications. Ce sont les architectes Louis Cloquet et Stéphane Mortier qui se chargent de dresser les plans, finalisés 1898. La construction fut entreprise entre 1900 et 1908 et le bâtiment fut inauguré en 1910.
En 1998, le bâtiment est vendu par bpost.
En 1999, le bâtiment est protégé et inscrit au patrimoine culturel belge.
Depuis la fin de l'année 2017, l'étage supérieur a été transformé en hôtel de luxe tandis que des boutiques sont situées au rez-de-chaussée. 

## Images

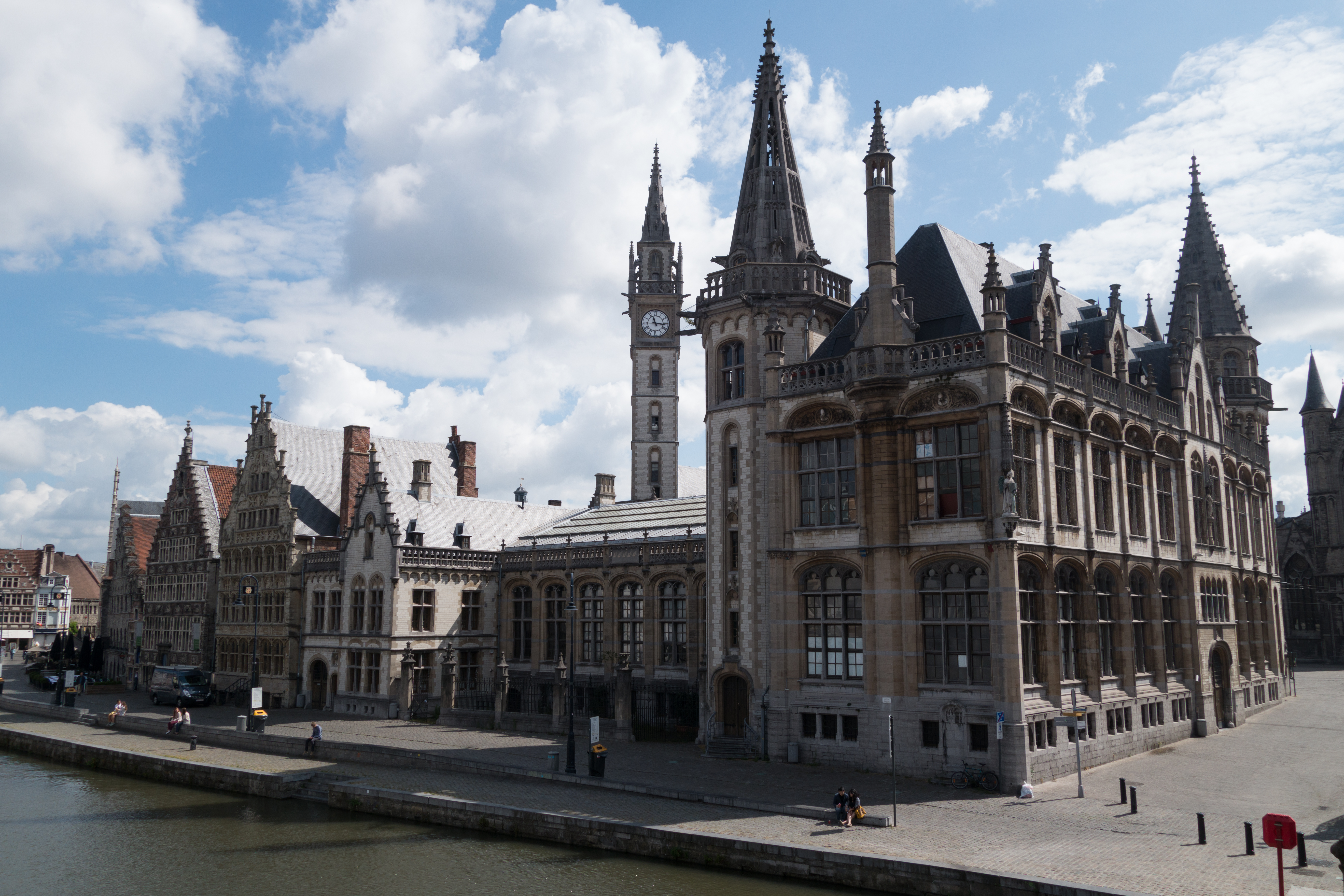
Le bâtiment, vu depuis le pont Saint-Michel.
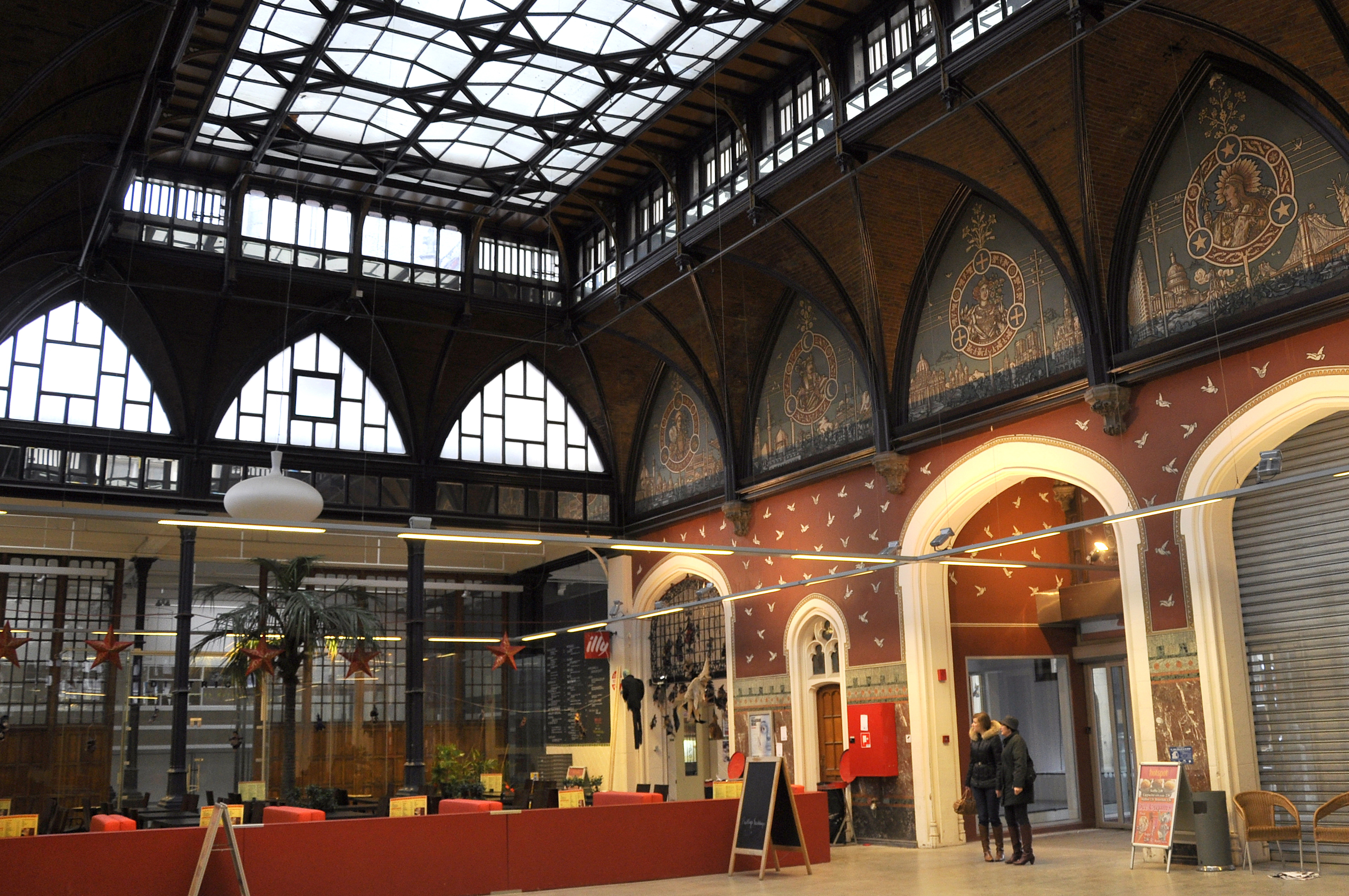
L'intérieur de l'hôtel.
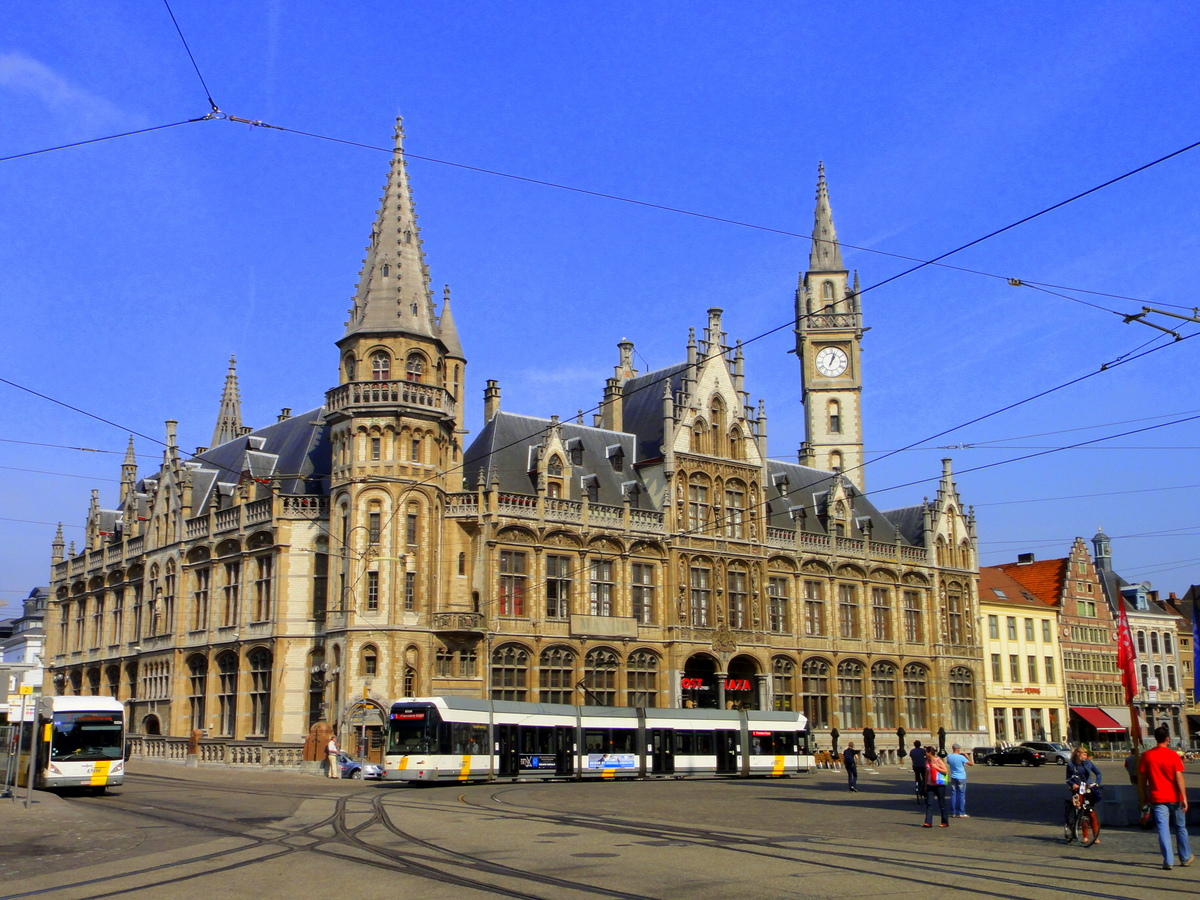
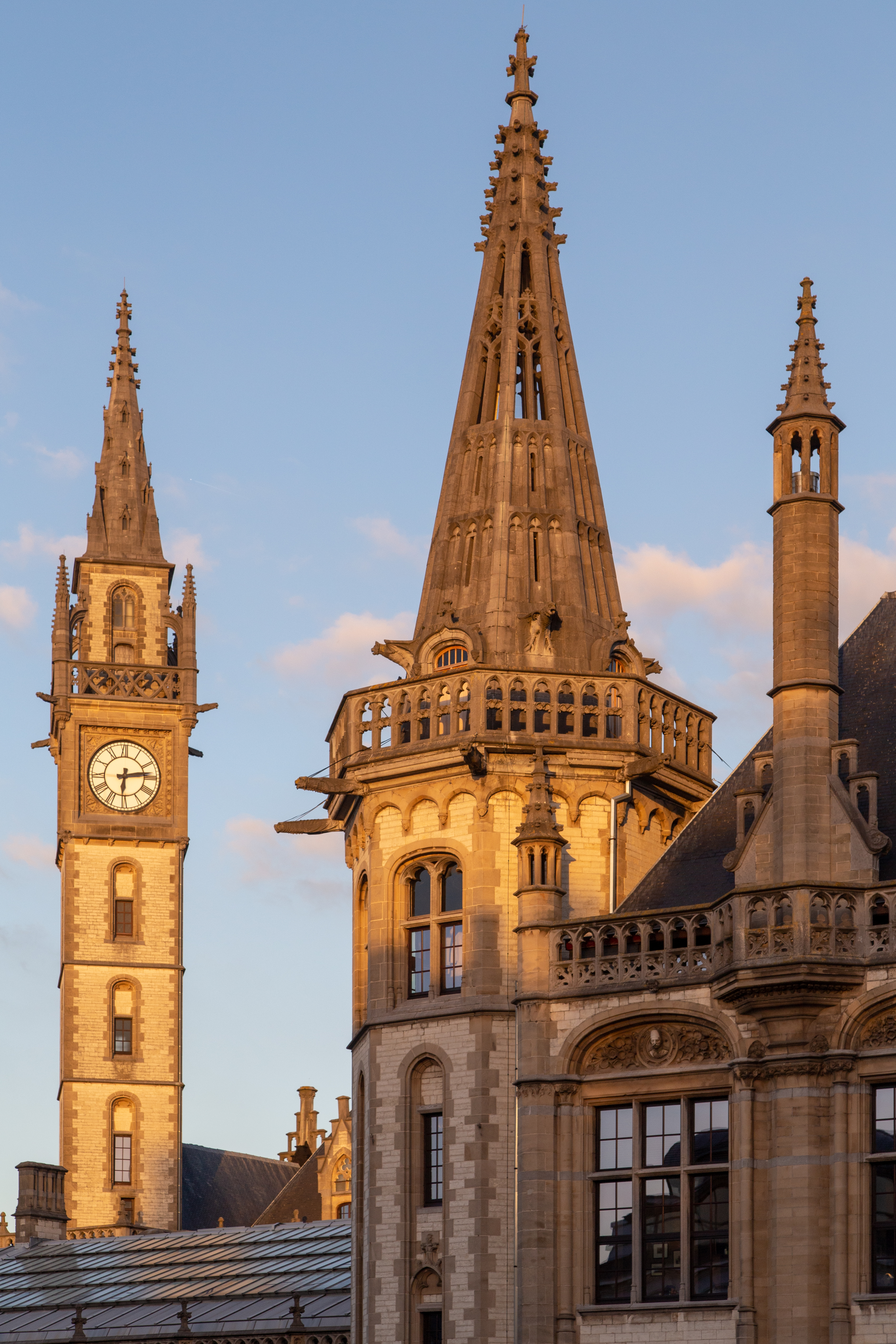
Détail des tours du bâtiment.
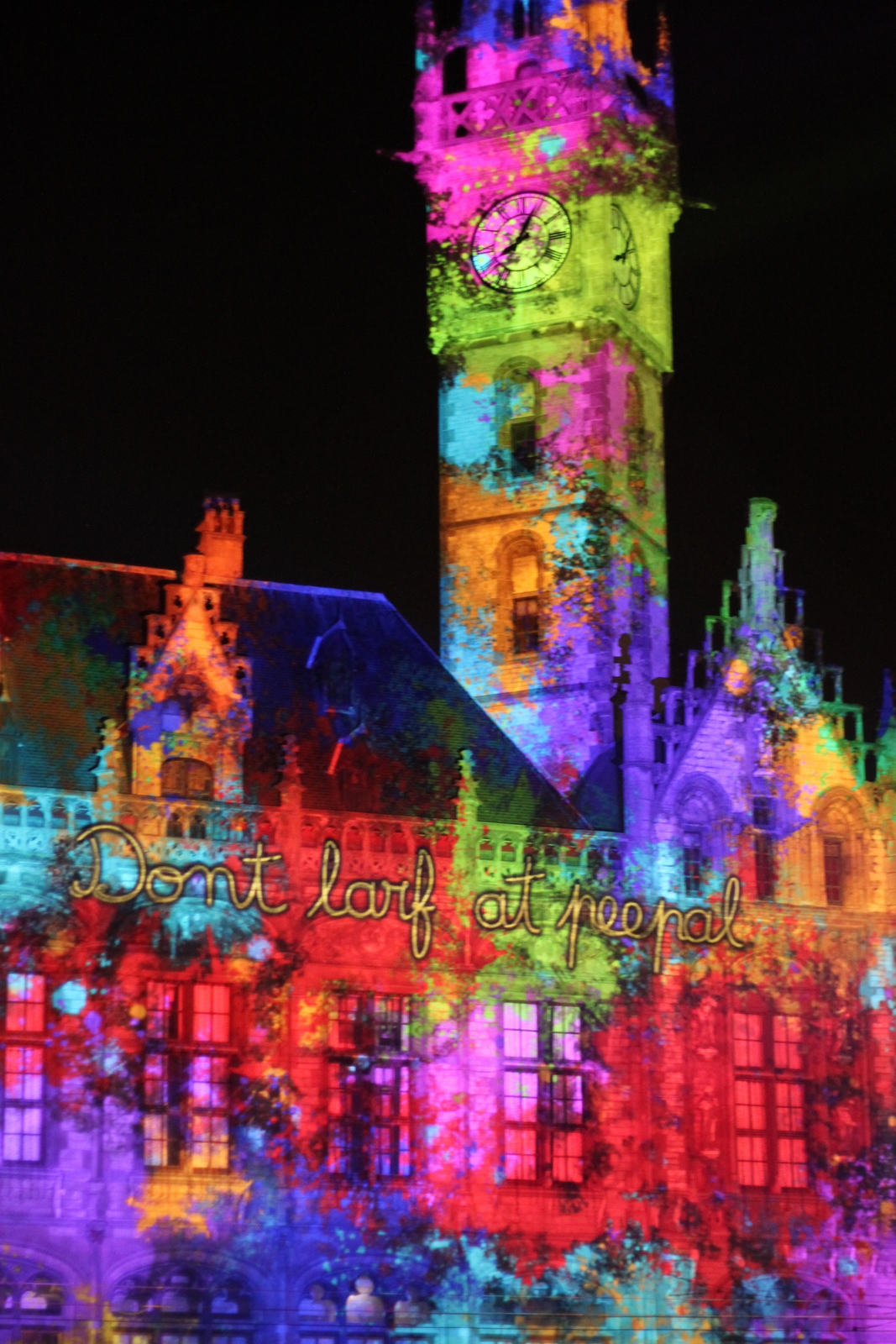
Le bâtiment lors d'un spectacle son et lumières en 2011.